# 馬丁·武克
馬丁·武克（1984年8月21日—）是一位愛沙尼亞足球運動員。在場上的位置是中場。他現在效力於印尼足球超級聯賽球隊佩斯查。